# 颱風珊珊 (2006年)
颱風珊珊（英語：Typhoon Shanshan），在菲律賓被稱為颱風路易斯（英語：Typhoon Luis），在2006年9月下旬影響東亞部分地區。颱風珊珊是2006年太平洋颱風季的第13個獲得命名風暴，也是獲日本氣象廳認可該年的第七個颱風。珊珊成為該年第八個颱風。聯合颱風警報中心認定珊珊為本季第13個熱帶風暴及第八個颱風，一分鐘平均風速相當於四級標準。「珊珊」這個名字是由香港提交的名稱，是一個女孩的名字。
珊珊在日本造成嚴重破壞，有報導稱其引發的龍捲風導致火車脫軌。它首先登陸八重山群島並引發大雨，隨後又登陸九州。珊珊外圍雨帶亦影響大韓民國。珊珊還導致日韓數千戶家庭停電，並造成至少11人死亡。損失達$25億（2006年美元），使珊珊成為2006年全球損失第六多的災難。

## 氣象歷史
2006年9月9日，日本氣象廳在雅浦島東北偏北約500公里處，即北緯14.0度、東經139.0度附近發現一個熱帶低氣壓，其10分鐘平均持續風速為25節（每小時46公里）。當天晚上，香港天文台（HKO）亦發現該熱帶低氣壓，並開始發布該系統的路徑預報。
隨着系統繼續向西北移動，聯合颱風警報中心在9月10日上午開始發布有關第十四熱帶低氣壓的公告。當天晚上，熱帶低氣壓進入菲律賓責任區，並被命名為「路易斯」（Luis）。隨着系統不斷增強，日本氣象廳在中午12時將低氣壓升格為熱帶風暴，並將其命名為珊珊（Shanshan），是個女孩的名字，由香港提供。同時，香港天文台亦跟隨，將低氣壓升格為熱帶風暴。
風暴迅速增強，日本氣象廳在9月11日兩度升級，先在為上午6時升格為強烈熱帶風暴，再於下午6時升格為颱風，成為本季第七個獲官方認可的颱風。隨後，它採取西北偏西的路徑，並在9月14日經歷眼牆置換循環時有所減弱。然而，它再次增強，在9月15日經過西表島之前，日本氣象廳認為其達到時速200公里的最高強度，而聯合颱風警報中心則認為其達到時速220公里的最高強度。聯合颱風警報中心最初預計珊珊將掠過沖繩島以東，但日本列島以南的一道副熱帶高壓脊迫使風暴向西移動，將其推向臺灣。此後不久，珊珊直接橫越西表島。

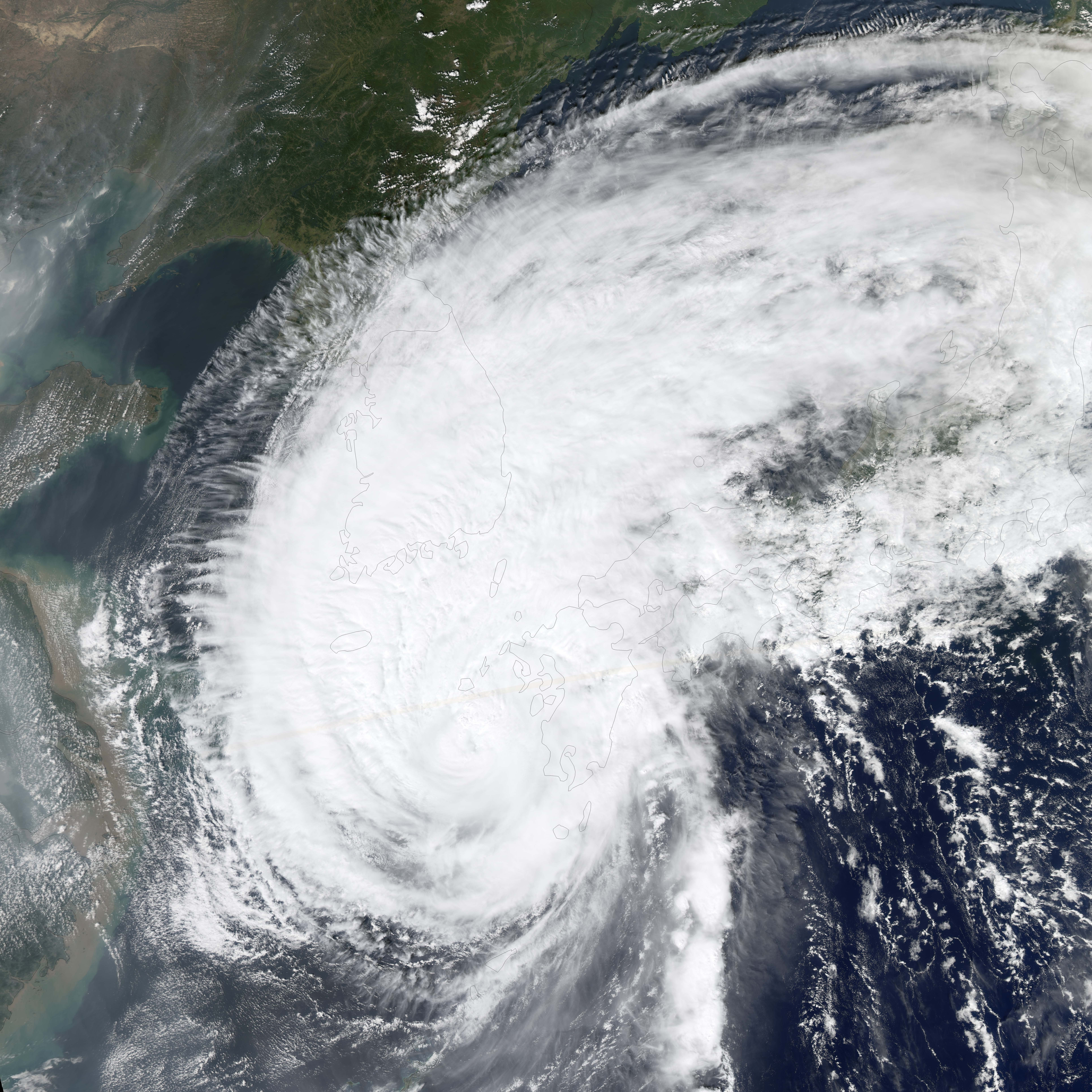
9月17日，颱風珊珊逼近九州及朝鲜半岛。

菲律賓大氣地球物理和天文服務管理局在9月16日晚上發布其最後公告。據菲律賓大氣地球物理和天文服務管理局報告，颱風路易斯在其責任範圍內的最高強度僅為每小時150公里。9月17日，珊珊在九州島登陸。隨着颱風移離香港天文台的責任區，天文台在當天晚上發布針對已減弱颱風的最後路徑預報，珊珊在天文台責任區內的最高強度為每小時185公里。聯合颱風警報中心在不久後宣布該系統已轉變成溫帶氣旋。
9月18日凌晨0時，日本氣象廳在橫越北海道島之前將其降級為強烈熱帶風暴。根據日本氣象廳的最佳路徑圖，強烈熱帶風暴珊珊在十二小時後轉變成溫帶氣旋。日本氣象廳在其公海海洋警報中追蹤這場溫帶風暴，直到9月22日。

## 防災措施

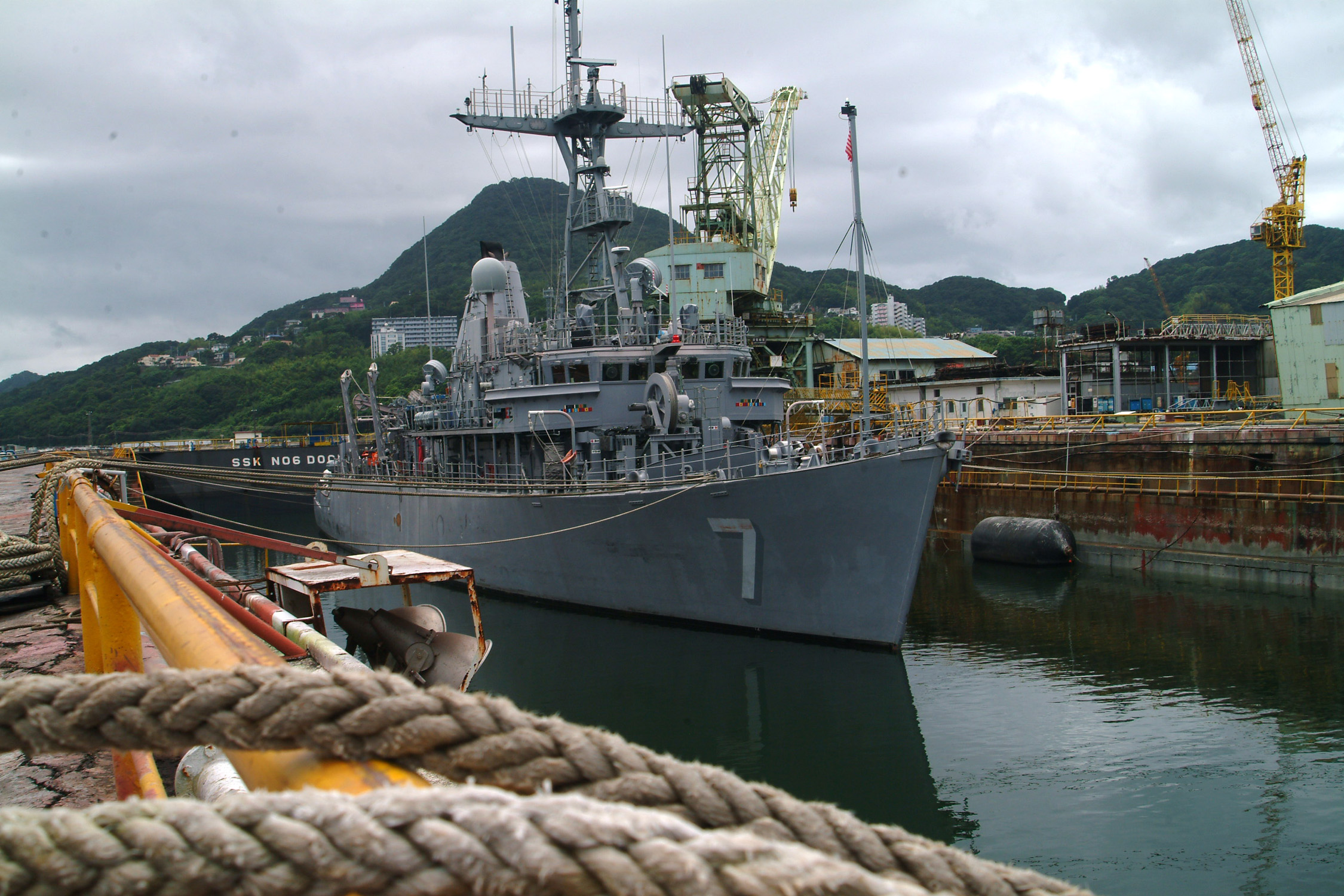
愛國者號掃雷艦停泊在日本佐世保修船廠的濕泊位，並採取措施避免因颱風珊珊吹襲而造成損壞

為應對颱風珊珊，臺灣交通部中央氣象局向臺灣北部、東部沿海地區以及巴士海峽的所有船舶發出海上颱風警報。由於擔心巨浪，遊客也被要求遠離上述地區。中華人民共和國浙江省人民政府還要求所有漁民返回港口，並正令地方當局協助撤離受颱風威脅地區的人員。
在日本，美国陆军和海軍針對即將來臨的風暴採取了預防措施。9月16日，沖繩進入第級熱帶氣旋應急響應（TCCOR）, 這意味著持續風力至少達時速93公里，所有戶外活動都被禁止，在那霸國際機場有超過100班進出該島的航班被取消。嘉手纳空军基地將多架飛機轉移到太平洋其他未公開地點。佐世保海軍基地在9月17日亦宣布進入第級熱帶氣旋應急響應。哈珀斯·費里級船塢登陸艦和朱諾號船塢平臺登陸艦均離開基地，愛國者號掃雷艦則移至濕泊位。只有一艘船，托爾圖加號船塢登陸艦仍在港口進行維修，因為當局認為這艘船可以抵禦風暴。在日本其他地區，部分航班和新幹線子彈列車延誤或取消。宮崎縣和廣島縣已向近170個家庭發出疏散令。在九州，一萬人自願從家園撤離，前往地勢較高的地方。島上七個主要機場關閉，357班航班取消，導致41,900名乘客滯留。在預計登陸北海道之前，日本氣象廳警告居民可能會出現強風。
風暴來臨前，濟州特別自治道以及大韓民國南部和東部海岸接獲颱風警報。通常服務濟州島的客船仍留在港口。釜山港口關閉，蔚山港口仍有1,600艘船隻停留。在慶尚南道，當局禁止漁船從統營港出發，導致16,000多艘漁船擱淺。大韓民國海洋警察廳表示，全國港口共有52,000艘船隻停留。在風暴掠過大韓民國之前，智異山也被關閉，預計降雨量將達到100毫米。

## 影響

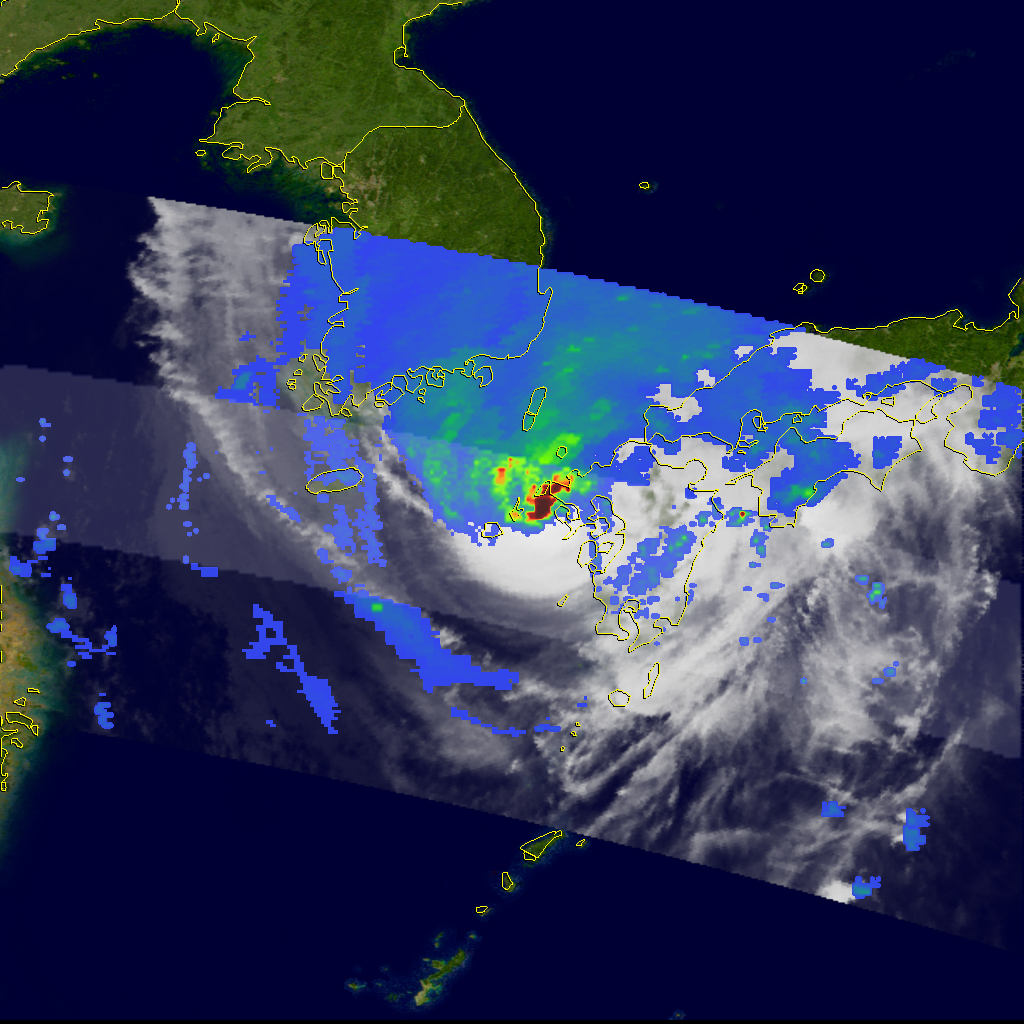
9月17日，從熱帶降雨測量任務衛星觀測到的颱風珊珊

### 大韓民國
在大韓民國，截至9月16日（颱風吹襲前），濟州島報告降雨量為100毫米，而釜山報告降雨量為60毫米。珊珊導致大韓民國東南部近4000戶家庭停電。鬱陵島附近有一艘船沉沒，但沒有人員傷亡的報告，但是一名水手試圖在济州岛停靠船隻時喪生。

### 日本
珊珊為日本及其太平洋離島帶來極大的影響。西表島錄得的最高陣風為每秒69.9米（每小時252公里），這是自1972年有記錄以來的最高記錄。據報導，石垣島的最高陣風為每秒67.0米（每小時241公里），每小時降雨量高達50毫米。182根電線桿被風暴吹倒，石垣島超過25,000戶家庭停電，島上至少12人受傷。據報導有八艘船隻傾覆。與此同時，在廣島縣，一名50歲消防員被上漲的洪水沖走時遇溺身亡。一名記者在類似情況下失蹤，幾天後被發現死亡。
嘉手纳空军基地報告降雨量為51毫米，最大陣風為每小時101公里。沖繩那霸國際機場報告最大陣風達到時速110公里。在本部町，巨浪破壞當地港口，30個集裝箱被捲入大海。據報導，沖繩市有六人受傷。該市一棟建築牆體倒塌，至少70間房屋受損。
一艘在馬爾代夫註冊的汽車渡輪在九州島附近海域傾覆，一名船員遇難。一列火車出軌，可能是由龍捲風造成，造成五人受傷。在島上，福冈县的一名電工因公司的工業集裝箱掉落壓在他身上而喪生。延岡市一家超市的玻璃入口因碎片飛濺而破裂，造成一人死亡。在該縣的其他地方，一名42歲男子在臥室被壓死，而一名年長的女農民則被溫室外的一棵倒下的樹擊中身亡。島上另有三人確認死亡。
總的而言，颱風珊珊共造成11人死亡、另有260多人受傷。

## 外部連結
- 日本氣象廳有關颱風珊珊（0613）的一般資訊 （页面存档备份，存于），取自數位颱風網 （英語）
- 日本氣象廳有關颱風珊珊（0613）的最佳路徑數據 （页面存档备份，存于） （日語）
- 日本氣象廳有關颱風珊珊（0613）的最佳路徑數據（圖像） （页面存档备份，存于） （英語）
- 日本氣象廳的最佳路徑數據（文本） （页面存档备份，存于） （英語）
- 聯合颱風警報中心有關第十四號颱風（珊珊）的最佳路徑數據 的存檔，存档日期2016-03-04. （英語）
- 美國海軍研究實驗室有關14W.珊珊 （页面存档备份，存于） （英語）
- 九月熱帶氣旋的路徑數據 （页面存档备份，存于） （英語）